# Бенедето Кроче
Бенедето Кроче (итал. Benedetto Croce; Пезкасероли, 25. фебруар 1866 — Напуљ, 20. новембар 1952) је био италијански филозоф, идеалиста, естета, политичар, историчар умјетности и литерарни писац. Представник неохегелијанства.
Био је министар просвете и председник Либералне партије Италије. Кроче у почетку подржава Мусолинијеву фашистичку владу која је преузела власт 1922. године. Међутим, убрзо је променио став после серије убистава Мусолинијевих политичких неистомишљеника.
Његова друштвена и литерарно-историјска делатност посебно је дошла до изражаја у часопису La Critica, који је 1903. године покренуо заједно са Ђованијем Ђентилеом. Крочеово главно филозофско дело је Филозофија као наука духа. Сматрао је да постоје две темељне форме људске спознаје: интуитивна, до које се долази путем фантазије и логичка, путем интелекта.
Кроче је био председник Међународног ПЕН центра, светског удружења писаца, од 1949. до 1952. Био је номинован за Нобелову награду за књижевност шеснаест пута. Такође је познат по свом „великом доприносу поновном рађању италијанске демократије“.

## Биографија
Кроче је рођен у Пезкасеролију у региону Абруцо у Италији. Његова породица је била утицајна и богата, а он је одрастао у врло строгом католичком окружењу. Око 16. године напустио је католичанство и развио личну филозофију духовног живота, у којој религија не може бити ништа друго до историјска институција у којој се може исказати стваралачка снага човечанства. Ову филозофију је задржао до краја живота.
Године 1883, догодио се земљотрес у селу Казамичола на острву Искија код Напуља, где је био на одмору са својом породицом, уништивши кућу у којој су живели. Његова мајка, отац и једина сестра су сви погинули, док је он био дуго закопан и једва преживео. После земљотреса наследио је богатство своје породице и – слично Шопенхауеру – могао је да живи остатак свог живота у релативно слободном времену, посвећујући много времена филозофији као независни интелектуални писац радећи из своје палате у Напуљу (Рин, 2000:xi).
Студирао је право, али никада није дипломирао на Универзитету у Напуљу, док је опширно читао о историјском материјализму. Његове идеје је крајем 1890-их објавио професор Антонио Лабриола на Универзитету у Риму. Кроче је био добро упознат и саосећао са развојем европске социјалистичке филозофије коју су илустровали Август Бебел, Фридрих Енгелс, Карл Кауцки, Пол Лафарг, Вилхелм Либкнехт и Филипо Турати.
Под утицајем размишљања Ђанбатисте Викоа рођеног у Напуљу о уметности и историји, он је почео да студира филозофију 1893. Кроче је такође купио кућу у којој је Вико живео. Његов пријатељ, филозоф Ђовани Ђентиле, подстакао га је да чита Хегела. Чувени Крочеов коментар о Хегелу, Шта је живо и шта је мртво од Хегелове филозофије, објављен је 1907. године.

### Политичка укљученост
Како је његова слава расла, Кроче је био убеђен, против своје првобитне жеље, да се укључи у политику. Године 1910. именован је у италијански Сенат, на доживотну функцију (Рин, 2000:xi). Био је отворени критичар учешћа Италије у Првом светском рату, сматрајући да је то самоубилачки трговински рат. Иако га је то у почетку учинило непопуларним, репутација му је враћена након рата. Године 1919, подржао је владу Франческа Саверија Нитија, истовремено изражавајући своје дивљење Вајмарској републици у настајању и немачким социјалдемократама. Он је био је министар народног образовања између 1920. и 1921. за 5. и последњу владу коју је водио Ђовани Ђолити. Бенито Мусолини је преузео власт нешто више од годину дана након Крочеовог изласка из владе; Мусолинијев први министар народног образовања био је Ђовани Ђентиле, независно орјентисан који је касније постао фашиста и са којим је Кроче раније сарађивао у филозофској полемици против позитивизма. Ђентиле је остао министар само годину дана, али је успео да започне свеобухватну реформу италијанског образовања која је делимично била заснована на Крочеовим ранијим сугестијама. Гентилеова реформа остала је на снази и након фашистичког режима и само је делимично укинута 1962. године.